# Pom Hán
Pom Hán là một phường thuộc thành phố Lào Cai, tỉnh Lào Cai, Việt Nam.

## Địa lý
Phường Pom Hán nằm ở phía đông nam thành phố Lào Cai, có vị trí địa lý:
- Phía đông giáp phường Xuân Tăng
- Phía tây và phía nam giáp xã Cam Đường
- Phía bắc giáp phường Bắc Lệnh và phường Bình Minh.

Phường Pom Hán có diện tích 2,90 km², dân số năm 2019 là 10.691 người, mật độ dân số đạt 3.687 người/km².

## Hành chính
Phường Pom Hán được chia thành 27 tổ dân phố.

## Lịch sử
Trước đây, Pom Hán là một tiểu khu thuộc thị xã Cam Đường, tỉnh Lào Cai.
Ngày 17 tháng 4 năm 1979, thị xã Cam Đường sáp nhập vào thị xã Lào Cai (lúc này thuộc tỉnh Hoàng Liên Sơn), tiểu khu Pom Hán thuộc thị xã Lào Cai (sau được chuyển thành phường Pom Hán).
Ngày 9 tháng 6 năm 1992, thị xã Cam Đường được tái lập, phường Pom Hán chuyển sang trực thuộc thị xã Cam Đường. Tuy nhiên, đến ngày 31 tháng 1 năm 2002, toàn bộ diện tích và dân số của thị xã Cam Đường được sáp nhập trở lại thị xã Lào Cai, phường Pom Hán lại thuộc thị xã Lào Cai.
Ngày 30 tháng 11 năm 2004, phường Pom Hán thuộc thành phố Lào Cai mới thành lập.
Đến năm 2019, phường Pom Hán có diện tích 1,83 km², dân số là 8.119 người, mật độ dân số đạt 4.437 người/km².
Ngày 11 tháng 2 năm 2020, Ủy ban Thường vụ Quốc hội ban hành Nghị quyết số 896/NQ-UBTVQH14 về việc sắp xếp các đơn vị hành chính cấp huyện, cấp xã thuộc tỉnh Lào Cai (nghị quyết có hiệu lực từ ngày 1 tháng 3 năm 2020). Theo đó, điều chỉnh 1,07 km² diện tích tự nhiên và 2.572 người của phường Bình Minh vào phường Pom Hán.
Sau khi điều chỉnh, phường Pom Hán có diện tích 2,90 km², dân số là 10.691 người.